# Enrico Berlinguer
Enrico Berlinguer (n. 25 mai 1922, Sassari, Italia – d. 11 iunie 1984, Padova, Italia) a fost un om politic și om de stat italian. Considerat cel mai popular lider al Partidului Comunist Italian (PCI), el a condus PCI ca secretar național din 1972 până la moartea sa într-o perioadă tensionată a istoriei Italiei, marcată de Anii de Plumb și de conflicte sociale, cum ar fi Toamna Fierbinte⁠(d) din 1969–1970. Berlinguer s-a născut într-o familie din clasa de mijloc; tatăl lui era socialist, și a devenit deputat și mai târziu senator. După ce a condus aripa de tineret a organizației de pe orașul lui a partidului, a ajuns la conducerea aripii de tineret a PCI, Federația Tineretului Comunist Italian⁠(d) (FGCI), la nivel național din 1949 până în 1956. În 1968, a fost ales în Camera Deputaților, și a devenit lider al PCI în 1972; a rămas deputat până la moartea sa în 1984. Sub conducerea lui, numărul de voturi pentru PCI a ajuns la un apogeu. Rezultatele partidului în 1976 au rămas cele mai mari pentru orice partid italian de stânga sau centru-stânga, atât ca număr de voturi, cât și ca procent, iar rezultatele partidului din 1984, imediat după moartea sa, rămân cel mai bun rezultat pentru orice partid italian de stânga în alegerile europarlamentare, și au fost depășite doar în termeni de procentaj la  alegerile europarlamentare din 2014⁠(d), pe fondul prezenței scăzute la vot.
Cât timp s-a aflat la conducerea PCI, Berlinguer a distanțat partidul de influența Partidului Comunist al Uniunii Sovietice și a urmat o linie moderată, repoziționând partidul în politica italiană și susținând colaborarea cu celelalte forțe politice și unitatea națională. Această strategie avea să fie numită Eurocomunism, iar Berlinguer a fost văzut drept principalul purtător de cuvânt al ei. Ea a fost apoi adoptată și de celelalte partide comuniste din Europa Occidentală, cum ar fi Partidul Comunist Spaniol⁠(d) și mai târziu Partidul Comunist Francez; semnificația ei ca forță politică a fost cimentată într-o reuniune din 1977 ținută la Madrid între Berlinguer, Georges Marchais, și Santiago Carrillo. Berlinguer și-a descris modelul alternativ de socialism, distinct și de blocul sovietic, și de capitalismul practicat în blocul occidental în timpul Râzboiului Rece, drept terza via (a treia cale). Utilizarea acestui termen nu are nicio legătură cu a Treia Cale susținută de viitorii prim-miniștri Romano Prodi și Matteo Renzi, ci se referă la o „a treia cale” către socialism găsită după apariția partidelor social-democrate de la sfârșitul secolului al XIX-lea și după revoluțiile comuniste din Rusia și China.
Sub Berlinguer, PCI a ajuns la apogeul succesului său, obținând importante victorii în alegerile locale și regionale din 1975, și 34% din voturi la alegerile generale din 1976, cel mai mare succes electoral ca voturi și număr de locuri în Parlament. Cu aceste rezultate în spate, a negociat Compromisul Istoric⁠(d) cu creștin-democrații, susținând guvernul acestora în schimbul consultării la luarea deciziilor, precum și al reformelor sociale. Și-a asumat o atitudine fermă împotriva terorismului după răpirea și asasinarea lui Aldo Moro, și a folosit influența PCI pentru a convinge sindicatele din Italia să-și modereze revendicările salariale pentru a controla inflația severă cu care se confrunta țara după Criza Petrolului din 1973. Aceste atitudini nu au fost întâmpinate cu destule concesii de guvernul lui Giulio Andreotti, ceea ce a făcut ca PCI să părăsească coaliția în 1979. Susținerea austerității, combinată cu linia dură împotriva Brigăzilor Roșii, și cu tentativele de compromis cu creștin-democrații au afectat rezultatele PCI la alegerile generale din 1979, iar Compromisul Istoric a luat sfârșit în 1980. PCI a rămas în opoziție tot restul perioadei în care s-a aflat sub conducerea lui Berlinguer, rămânând cu un nucleu dur de susținere și după alegerile generale din 1983; principala sa forță din acel moment avea să rămână la nivel regional și local. Cu membri în Parlamentul European din 1979 până în 1982, PCI a devenit cel mai mare partid italian în acest for pentru prima și singura oară după alegerile europarlamentare din 1984⁠(d), ținute la o săptămână după moartea lui prematură.
Una dintre cele mai importante figuri ale Primei Republici Italiene⁠(d), Berlinguer avea o personalitate austeră și modestă, dar carismatică și, în ciuda dificultăților cu care s-a confruntat PCI în timpul Compromisului Istoric, a rămas un politician popular, respectat pentru principiile, convingerile, și curajul său de a-și exprima pozițiile. El a caracterizat PCI drept un partid cinstit în viața politică italiană murdară de corupție, o imagine care a păstrat reputația partidului în timpul scandalurilor de corupție Mani pulite⁠(d). Patrick McCarthy l-a descris drept „ultimul mare lider comunist din Europa de Vest”, și a continuat să se identifice cu cauza eurocomunismului, a opoziției față de represiunea sovietică în Europa de Est, și cu cea a schimbării democratice în Italia.